# John de Ros, V barón de Ros
John de Ros, V barón de Ros de Helmsley, (m. 6 de agosto de 1393) fue un noble inglés. Tomó relevancia en la ceremonia de coronación de Ricardo II. Tras la coronación, fue nombrado caballero de la Orden del Baño.
Antes del 22 de junio de 1382, se casó con Mary de Percy, hija de Henry de Percy, III barón Percy, y Joan de Orrebby, con quien no tuvo hijos.
Murió mientras pregrinaba a Jerusalén, en Pafos, Chipre. Su cuerpo fue trasladado de regreso a Inglaterra y se le enterró en la Abadía de Rievaulx. Fue sucedido por su hermano William.